# TJ MEZ Vsetín
Tělovýchovná jednota Moravské elektrotechnické závody Vsetín byl nejznámější název vsetínského fotbalového klubu, který byl založen ve středu 28. ledna 1953 jako Dobrovolná sportovní organisace Spartak Moravské elektrotechnické závody Vsetín (závodní jedenáctka vznikla při národním podniku již roku 1949). Klub vznikl rozdělením Dynama Vsetín na dva oddíly. Zanikl v roce 1995 sloučením s městským rivalem Zbrojovkou Vsetín do FC Vsetín.
Největším úspěchem klubu byla účast v nejvyšší krajské/župní soutěži (Severomoravský krajský přebor: 1972–1977, 1978–1980, 1981/82, 1983–1989; Středomoravský župní přebor: 1991–1995), z čehož ročníky 1978/79 a 1979/80 byly čtvrtoligové. Čtvrté nejvyšší soutěže se účastnil také v sezonách 1960/61, 1961/62, 1962/63, 1963/64 a 1964/65.
Svoje domácí zápasy hrál původně na hřišti v Tyršově ulici, během roku 1954 se přesunul na hřiště na Ohradě.

## Historické názvy
Zdroj: 
- 1953 – DSO Spartak MEZ Vsetín (Dobrovolná sportovní organisace Spartak Moravské elektrotechnické závody Vsetín)
- 1957 – TJ Spartak MEZ Vsetín (Tělovýchovná jednota Spartak Moravské elektrotechnické závody Vsetín)
- 1964 – TJ MEZ Vsetín (Tělovýchovná jednota Moravské elektrotechnické závody Vsetín)
- 1994 – FC TOMIS Vsetín (Football Club TOMIS Vsetín)[4]
- 1995 – zanikl sloučením s TJ Zbrojovka Vsetín do FC Vsetín[5]

## Stručná historie klubu
V roce 1952 vystupoval jako C-mužstvo Spartaku Zbrojovka Vsetín, od roku 1953 působil samostatně. Prvními hráči byli Adámek, Činčura, Daňa, Daňko, Gargulák, Hnátek, Hrobař, Chaloupka, Kořístka, Krátký, Kraus, Majer, Martiňák, Maňák, Navrátil, Nykl, Pernica, Rasocha, Růžička, Seidl, Sousedík, Šimčík, Šimáček, Šteffek, Zemánek a Žamboch. Kondiční a technickou přípravu vedli M. Píchal, B. Hoňka a L. Hudec. Po ukončení přípravy byla sestavena dvě mužstva dospělých, přičemž první mužstvo reprezentovalo Spartak MEZ Vsetín v I. B třídě Gottwaldovského kraje a B-mužstvo hrálo v okresní soutěži Vsetínska. K prvnímu soutěžnímu utkání nastoupilo A-mužstvo v sestavě Kořístka – Žamboch, Činčura – Adámek, Chaloupka, Pernica – Šimáček, Růžička, Gargulák, M. Píchal (kapitán), Rasocha. Od roku 1954 hrál svoje utkání na hřišti na Ohradě, které uvolnila Rudá hvězda Vsetín. Spartak MEZ Vsetín zde začal budovat stadion, který byl slavnostně otevřen 1. května 1961 a nesl název Stadion 1. máje.
V prvních sezonách se klub spíše zachraňoval v I. B třídě, od ročníku 1960/61 včetně se klub pohyboval mezi I. A třídou a nejvyšší krajskou soutěží. Od sezony 1991/92 hrál Středomoravský župní přebor. Po celou dobu své existence působilo A-mužstvo na krajské/oblastní/župní úrovni.

## Umístění v jednotlivých sezonách
Stručný přehled
Zdroj: 
- 1953–1960: I. B třída Gottwaldovského kraje
- 1960–1965: I. A třída Severomoravského kraje
- 1965–1969: I. A třída Severomoravské oblasti
- 1969–1972: I. A třída Severomoravské župy
- 1972–1977: Severomoravský krajský přebor
- 1977–1978: I. A třída Severomoravského kraje
- 1978–1980: Severomoravský krajský přebor
- 1980–1981: I. A třída Severomoravského kraje
- 1981–1982: Severomoravský krajský přebor
- 1982–1983: I. A třída Severomoravského kraje – sk. B
- 1983–1986: Severomoravský krajský přebor – sk. B
- 1986–1989: Severomoravský krajský přebor
- 1991–1995: Středomoravský župní přebor

Jednotlivé ročníky
Zdroj: 
Legenda: Z – zápasy, V – výhry, R – remízy, P – porážky, VG – vstřelené góly, OG – obdržené góly, +/− – rozdíl skóre, B – body, červené podbarvení – sestup, zelené podbarvení – postup, fialové podbarvení – reorganizace, změna skupiny či soutěže
| Československo (1953 – 1993) |                               |        |    |    |   |    |    |    |     |    |        |
| Sezóny                       | Liga                          | Úroveň | Z  | V  | R | P  | VG | OG | +/− | B  | Pozice |
| ...                          |                               |        |    |    |   |    |    |    |     |    |        |
| 1986/87                      | Severomoravský krajský přebor | 5      | 30 | 9  | 9 | 12 | 40 | 46 | −6  | 27 | 10.    |
| 1987/88                      | Severomoravský krajský přebor | 5      | 30 | 10 | 8 | 12 | 45 | 46 | −1  | 28 | 7.     |
| 1988/89                      | Severomoravský krajský přebor | 5      | 30 | 10 | 6 | 14 | 35 | 38 | −3  | 26 | 15.    |
| ...                          |                               |        |    |    |   |    |    |    |     |    |        |
| 1991/92                      | Středomoravský župní přebor   | 5      | 26 | 11 | 4 | 11 | 48 | 45 | +3  | 26 | 7.     |
| 1992/93                      | Středomoravský župní přebor   | 5      | 26 | 10 | 4 | 12 | 45 | 40 | +5  | 24 | 7.     |
| Česko (1993 – 1995)          |                               |        |    |    |   |    |    |    |     |    |        |
| Sezóny                       | Liga                          | Úroveň | Z  | V  | R | P  | VG | OG | +/− | B  | Pozice |
| 1993/94                      | Středomoravský župní přebor   | 5      | 30 | 14 | 3 | 13 | 44 | 52 | −8  | 31 | 7.     |
| 1994/95                      | Středomoravský župní přebor   | 5      | 30 | 14 | 2 | 14 | 50 | 51 | −1  | 44 | 7.     |

## TJ MEZ Vsetín „B“
TJ MEZ Vsetín „B“ byl rezervním týmem klubu, který vznikl roku 1953. Pohyboval se převážně v okresních soutěžích.

### Umístění v jednotlivých sezonách
Stručný přehled
Zdroj: 
- 1992–1993: Okresní přebor Vsetínska
- 1993–1994: I. B třída Středomoravské župy – sk. A

Jednotlivé ročníky
Zdroj: 
Legenda: Z – zápasy, V – výhry, R – remízy, P – porážky, VG – vstřelené góly, OG – obdržené góly, +/− – rozdíl skóre, B – body, červené podbarvení – sestup, zelené podbarvení – postup, fialové podbarvení – reorganizace, změna skupiny či soutěže
| Československo (1953 – 1993) |                                        |        |    |    |   |    |    |    |     |    |        |
| Sezóny                       | Liga                                   | Úroveň | Z  | V  | R | P  | VG | OG | +/− | B  | Pozice |
| ...                          |                                        |        |    |    |   |    |    |    |     |    |        |
| 1991/92                      | I. B třída Středomoravské župy – sk. A | 7      | 26 | 6  | 3 | 17 | 31 | 63 | −32 | 15 | 14.    |
| 1992/93                      | Okresní přebor Vsetínska               | 8      | 26 | 18 | 3 | 5  | 54 | 31 | +23 | 39 | 1.     |
| Česko (1993 – 1994)          |                                        |        |    |    |   |    |    |    |     |    |        |
| Sezóny                       | Liga                                   | Úroveň | Z  | V  | R | P  | VG | OG | +/− | B  | Pozice |
| 1993/94                      | I. B třída Středomoravské župy – sk. A | 7      | 26 | 6  | 3 | 17 | 31 | 71 | −40 | 15 | 14.    |